# Dysphania electra
Dysphania electra är en fjärilsart som beskrevs av Gustav Weymer 1885. Dysphania electra ingår i släktet Dysphania och familjen mätare. Inga underarter finns listade i Catalogue of Life.